# Operador laplacià
En càlcul vectorial, l'operador laplacià és un operador diferencial el·líptic de segon ordre, denotat com Δ, relacionat amb certs problemes de minimització de determinades magnituds sobre un cert domini. L'operador té aquest nom en reconeixement de Pierre-Simon Laplace, que va estudiar solucions d'equacions diferencials en derivades parcials en què apareixia aquest operador.
Expressat en coordenades cartesianes, és igual a la suma de totes les segones derivades parcials no mixtes dependents d'una variable. Correspon a div (grad φ), d'on l'ús del símbol delta (Δ) o nabla quadrat ({\displaystyle \nabla ^{2}}) per a representar-lo. Si {\displaystyle \phi ,\mathbf {A} }, són un camp escalar i un camp vectorial respectivament, el laplacià de tots dos es pot escriure en termes de l'operador nabla com:

{\displaystyle \Delta \phi =(\nabla \cdot \nabla )\phi =\nabla ^{2}\phi \qquad \qquad \Delta \mathbf {A} =\nabla (\nabla \cdot \mathbf {A} )-\nabla \times (\nabla \times \mathbf {A} )=(\nabla \cdot \nabla ){\vec {A}}}

## Problemes relacionats amb l'operador laplacià
En física, el laplacià apareix en múltiples contextos com la teoria del potencial, la propagació d'ones, la conducció de la calor, la distribució de tensions en un sòlid deformable, etc. Però de totes aquestes situacions ocupa un lloc destacat en l'electroestàtica i en la mecànica quàntica. En electroestàtica, l'operador laplacià apareix a l'equació de Laplace i a l'equació de Poisson. Mentre que a la mecànica quàntica el laplacià de la funció d'ona d'una partícula en dona l'energia cinètica. En matemàtiques, les funcions tals que el seu laplacià s'anul·la en un determinat domini, es diuen funcions harmòniques sobre el domini. Aquestes funcions tenen una importància excepcional en la teoria de funcions de variable complexa. A més a més, l'operador laplacià és l'ingredient bàsic de la teoria de Hodge i els resultats de la cohomologia de De Rham.

## Motivació de la ubiqüitat de l'operador laplacià
Una de les motivacions per les quals el laplacià apareix en nombroses àrees de la física és que les solucions de l'equació {\displaystyle \Delta f=0} en una regió U són funcions que minimitzen el funcional d'energia: 

{\displaystyle E(f)={\frac {1}{2}}\int _{U}\Vert \nabla f\Vert ^{2}\mathrm {d} x}

Per veure això suposem que {\displaystyle f\colon U\to \mathbb {R} } és una funció, i
{\displaystyle u\colon U\to \mathbb {R} } és una funció que s'anul·la a la frontera de U. Llavors, 

{\displaystyle {\frac {d}{d\varepsilon }}{\Big |}_{\varepsilon =0}E(f+\varepsilon u)=\int _{U}\nabla f\cdot \nabla u\mathrm {d} x=-\int _{U}u\Delta f\mathrm {d} x}

on l'última igualtat se segueix utilitzant la primera identitat de Green. Aquest càlcul mostra que si {\displaystyle \Delta f=0}, llavors el funcional d'energia L és estacionari voltant de f. Recíprocament, si L és estacionari voltant de f, llavors {\displaystyle \Delta f=0} pel teorema fonamental del càlcul.
Una altra raó de la seva ubiqüitat és que quan hom escriu l'equació de Laplace en forma diferències finites s'aprecia que el laplacià en un punt és la diferència entre el valor de la funció en el punt i el valor de la funció voltant. És a dir, qualsevol magnitud que es pot expressar com una magnitud flux que es conserva satisfà l'equació de Laplace.

## Propietats de l'operador laplacià
El laplacià és lineal:
{\displaystyle \nabla ^{2}(\lambda f+\mu g)=\lambda \nabla ^{2}f+\mu \nabla ^{2}g}
La següent afirmació també és certa:
{\displaystyle \nabla ^{2}(fg)=(\nabla ^{2}f)g+2(\nabla f)\cdot (\nabla g)+f(\nabla ^{2}g)}

## Operador laplacià en diversos sistemes de coordenades

### Coordenades cartesianes
En coordenades cartesianes (plànol) bidimensionals, el laplacià d'una funció f és:

{\displaystyle \Delta f=\nabla ^{2}f={\partial ^{2}f \over \partial x^{2}}+{\partial ^{2}f \over \partial y^{2}}}

En coordenades cartesianes tridimensionals:

{\displaystyle \Delta f=\nabla ^{2}f={\partial ^{2}f \over \partial x^{2}}+{\partial ^{2}f \over \partial y^{2}}+{\partial ^{2}f \over \partial z^{2}}}

En coordenades cartesianes a {\displaystyle \mathbb {R} ^{n}}:

{\displaystyle \Delta f(x_{1},...,x_{n})=\sum _{k=1}^{n}{\partial ^{2}f \over \partial x_{k}^{2}}(x_{1},...,x_{n})}

### Coordenades cilíndriques
En coordenades cilíndriques {\displaystyle (\rho ,\varphi ,z)\,}:

{\displaystyle \Delta f=\nabla ^{2}f={1 \over \rho }{\partial  \over \partial \rho }\left(\rho {\partial f \over \partial \rho }\right)+{1 \over \rho ^{2}}{\partial ^{2}f \over \partial \varphi ^{2}}+{\partial ^{2}f \over \partial z^{2}}}

### Coordenades esfèriques
En coordenades esfèriques {\displaystyle (r,\theta ,\phi )\,}:

{\displaystyle \Delta f=\nabla ^{2}f={1 \over r^{2}}{\partial  \over \partial r}\left(r^{2}{\partial f \over \partial r}\right)+{1 \over r^{2}\sin \theta }{\partial  \over \partial \theta }\left(\sin \theta {\partial f \over \partial \theta }\right)+{1 \over r^{2}\sin ^{2}\theta }{\partial ^{2}f \over \partial \phi ^{2}}}

### Coordenades curvilínies ortogonals
En coordenades ortogonals generals {\displaystyle (u_{1},u_{2},u_{3})\,}:

{\displaystyle \Delta f=\nabla ^{2}f={\frac {1}{h_{1}h_{2}h_{3}}}\left[{\frac {\partial }{\partial u_{1}}}\left({\frac {h_{2}h_{3}}{h_{1}}}{\frac {\partial f}{\partial u_{1}}}\right)+{\frac {\partial }{\partial u_{2}}}\left({\frac {h_{3}h_{1}}{h_{2}}}{\frac {\partial f}{\partial u_{2}}}\right)+{\frac {\partial }{\partial u_{3}}}\left({\frac {h_{1}h_{2}}{h_{3}}}{\frac {\partial f}{\partial u_{3}}}\right)\right]}

On {\displaystyle (h_{1},h_{2},h_{3})\,} són els factors d'escala del sistema de coordenades, que en general seran tres funcions dependents de les tres coordenades curvilínies.

## Funció harmònica
Una funció {\displaystyle f:E\rightarrow \mathbb {R} } (amb {\displaystyle E\subset \mathbb {R} ^{n}}) es diu que és harmònica en L si:
{\displaystyle \forall x\in E,\,\,\Delta f(x)=0}
Exemples de funcions harmòniques:
- {\displaystyle F(x,y)=log({\sqrt {x^{2}+y^{2}}})} sobre el pla euclidià.
- El potencial gravitatori donat per {\displaystyle \phi (x,y,z)=GM/({\sqrt {x^{2}+y^{2}+z^{2}}})} és harmònic sobre l'espai euclidià tridimensional.
- Els harmònics esfèrics són funcions harmòniques sobre un domini finit o infinit, que apareixen en la resolució de problemes amb simetria esfèrica.

## Generalitzacions del laplacià
L'operador laplacià pot ser estès a funcions definides sobre superfícies, o en forma més general, a varietats de Riemann i pseudoriemannianes.

### Operador de Laplace-Beltrami
Una extensió del laplacià a funcions reals definides sobre una varietat és l'operador de Laplace-Beltrami (denotat {\displaystyle \nabla ^{2}}). Es defineix de forma semblant al laplacià, com la divergència del gradient, on el gradient d'una funció f definida en una varietat (pseudo) riemaniana i la divergència d'un camp vectorial X sobre la mateixa venen donats en components per:

{\displaystyle ({\mbox{grad}}\ f)^{i}=g^{ij}{\frac {\partial f}{\partial x^{j}}}\qquad {\mbox{div}}\ X={\frac {1}{\sqrt {|g|}}}{\frac {\partial }{\partial x^{j}}}\left({\sqrt {|g|}}X^{i}\right)}

On:{\displaystyle g^{ij}}, és tensor 2-contravariant associat al tensor mètric.{\displaystyle {\sqrt {|g|}}}, és l'arrel quadrada del valor absolut del determinant del tensor mètric. L'operador de Laplace-Beltrami d'una funció escalar s'obté com la divergència i el gradient definits com anteriorment és a dir:

{\displaystyle \nabla ^{2}f={\frac {1}{\sqrt {|g|}}}{\frac {\partial }{\partial x^{k}}}\left({\sqrt {|g|}}g^{ik}{\frac {\partial f}{\partial x^{i}}}\right)}

### Operador de Laplace-deRham
En varietats riemannianes i pseudoriemannianes hi ha una altra generalització del laplacià que s'estén a k-formes, que és la base de la cohomologia de Hodge-deRham. Aquesta extensió anomenada operador de Laplace-deRham, i denotat com {\displaystyle {\boldsymbol {\Delta }}}, es defineix en termes de la diferencial exterior (d) i la codiferencial exterior (δ) de k -formes o alternativament en termes de la diferencial exterior i l'operador dual de Hodge. Aquest operador de Laplace-deRham es defineix com:

{\displaystyle {\boldsymbol {\Delta }}\alpha =(d\delta +\delta d)\alpha =(d+\delta )^{2}\alpha }

On s'ha usat que la codiferencial pot reescriure en termes de la diferencial exterior i l'operador dual de Hodge:

{\displaystyle \delta =(-1)^{n(k+1)+1}*d*\;}

On n és la dimensió de la varietat (pseudo) riemanniana i k és l'ordre de la k-forma α.